# Strażnica WOP Łęknica

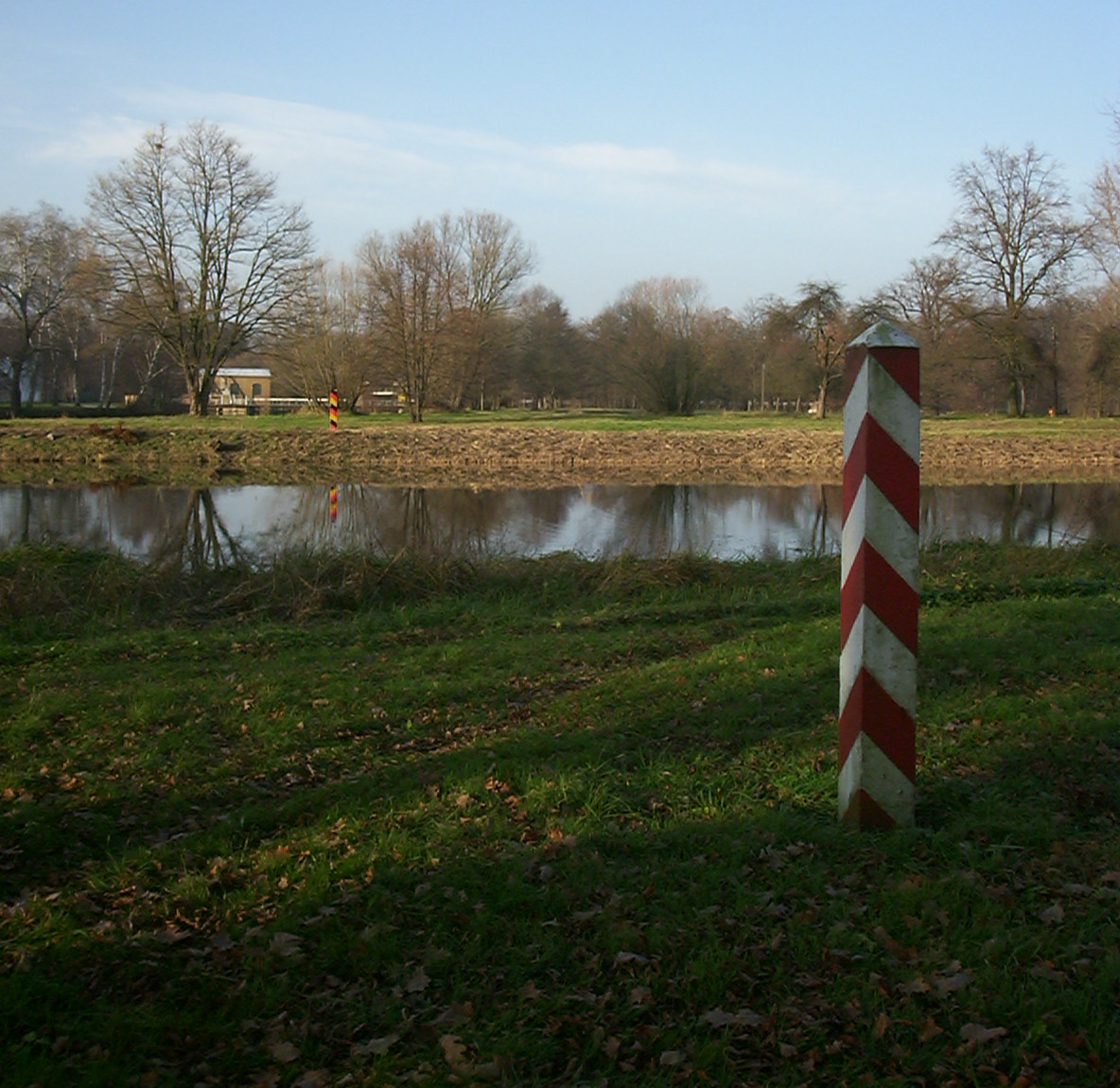
Granica polsko-niemiecka w Łęknicy (listopad 2006)

Strażnica Wojsk Ochrony Pogranicza Mużaków/Łęknica – zlikwidowany podstawowy pododdział Wojsk Ochrony Pogranicza pełniący służbę graniczną na granicy z Niemiecką Republiką Demokratyczną i Republiką Federalną Niemiec.

Strażnica Straży Granicznej w Łęknicy – zlikwidowana graniczna jednostka organizacyjna Straży Granicznej realizująca zadania bezpośrednio w ochronie granicy państwowej z Republiką Federalną Niemiec.

## Formowanie i zmiany organizacyjne

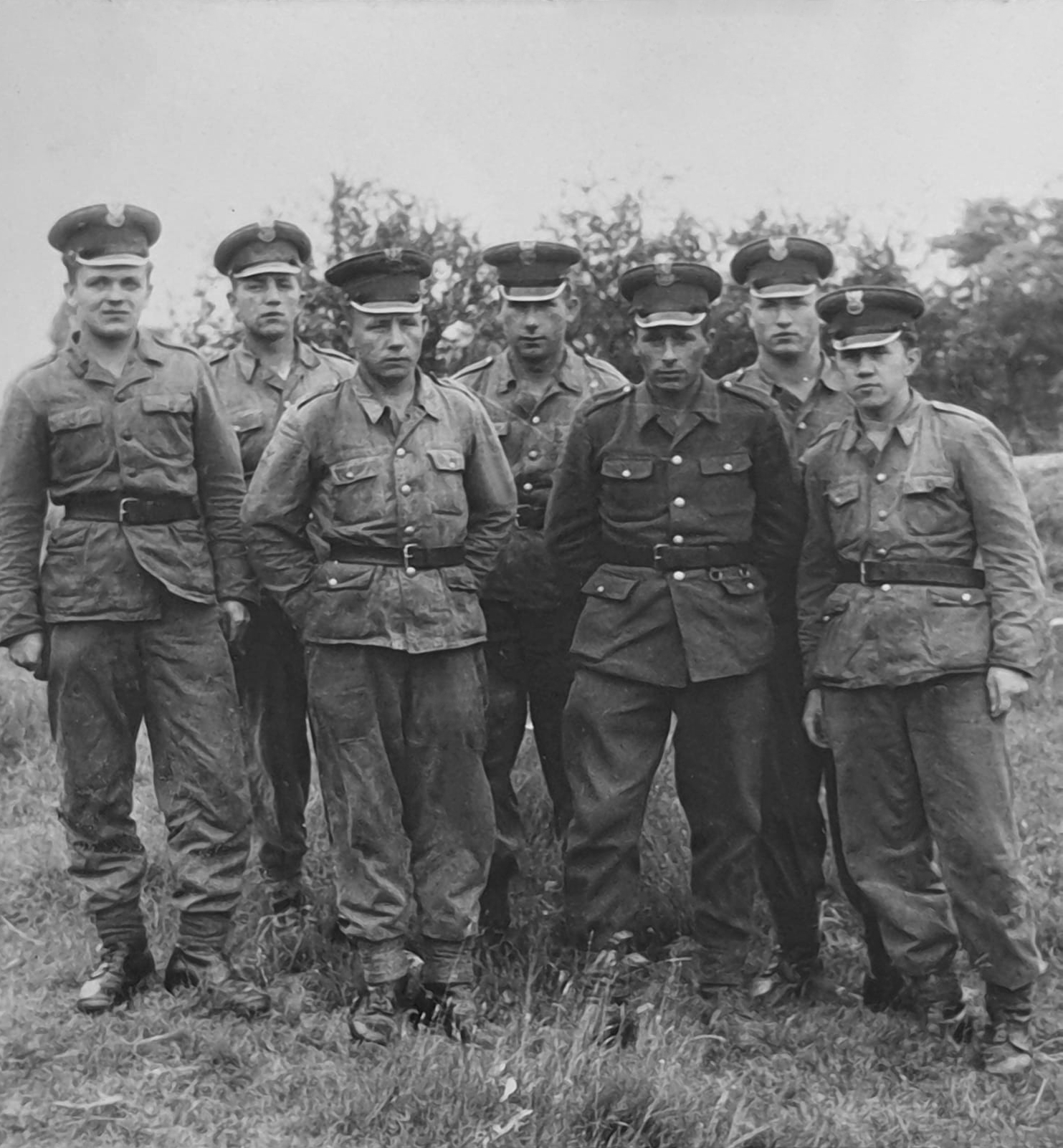
Żołnierze WOP (1960)

Strażnica została sformowana w 1945 w strukturze 5 komendy odcinka Tuplice jako 22 strażnica WOP (Liegnitz). Kierownictwo strażnicy stanowili: komendant strażnicy, zastępca komendanta do spraw polityczno-wychowawczych i zastępca do spraw zwiadu. Strażnica składała się z dwóch drużyn strzeleckich, drużyny fizylierów, drużyny łączności i gospodarczej. Etat przewidywał także instruktora do tresury psów służbowych oraz instruktora sanitarnego.
W 1947 została przeformowania na strażnicę II kategorii – 43 wojskowych.
W związku z reorganizacją oddziałów WOP, 24 kwietnia 1948 22 strażnica OP została włączona w struktury 30 batalionu Ochrony Pogranicza, a 1 stycznia 1951 91 batalionu WOP w Tuplicach.
Od 15 marca 1954 wprowadzono nową numerację strażnic, a strażnica WOP Mużaków I kategorii otrzymała nr 30 w skali kraju.
W 1956 rozpoczęto numerowanie strażnic na poziomie brygady. Strażnica specjalna Mużaków miała nr 3 w strukturach 91 batalionu WOP 9 Brygady Wojsk Ochrony Pogranicza.
1 stycznia 1960 funkcjonowała jako 19 strażnica WOP Mużaków I kategorii w strukturach 91 batalionu WOP w Tuplicach .
1 stycznia 1964 strażnica WOP nr 18 Mużaków miała status strażnicy lądowej i zaliczona była do I kategorii w strukturach 91 batalionu WOP w Tuplicach.
W marcu 1968 strażnica WOP nr 16 Mużaków miała status strażnicy lądowej kategorii I w strukturach 91 batalionu WOP w Tuplicach .
W 1971 przemianowana została na strażnicę WOP Łęknica.
W 1976 Wojska Ochrony Pogranicza przeszły na dwuszczeblowy system zarządzania. Strażnicę podporządkowano bezpośrednio pod sztab Lubuskiej Brygady WOP w Krośnie Odrzańskim, a w 1984 utworzonego batalionu granicznego LB WOP w Gubinie jako Strażnica WOP Łęknica lądowa kategorii I. Po rozformowaniu Lubuskiej Brygady WOP, 1 listopada 1989 strażnica została włączona została w struktury Łużyckiej Brygady WOP w Lubaniu Śląskim i tak funkcjonowała do 15 maja 1991 .
Straż Graniczna:
Po rozwiązaniu 15 maja 1991 Wojsk Ochrony Pogranicza, 16 maja 1991 strażnica w Łęknicy weszła w podporządkowanie Lubuskiego Oddziału Straży Granicznej i przyjęła nazwę Strażnica Straży Granicznej w Łęknicy (Strażnica SG w Łęknicy).
W ramach reorganizacji struktur Straży Granicznej związanej z przygotowaniem Polski do wstąpienia, do Unii Europejskiej i  przystąpieniem do Traktatu z Schengen. Podczas restrukturyzacji wprowadzono kompleksową ochronę granicy już na najniższym szczeblu organizacyjnym tj. strażnica i graniczna placówka kontrolna. Wprowadzona całościowa ochrona granicy zniosła podział na graniczne jednostki organizacyjne ochraniające tylko tzw. „zieloną granicę” i prowadzące tylko kontrole ruchu granicznego. W wyniku tego, 2 stycznia 2003 Strażnica SG w Łęknicy została rozformowana i ochraniany odcinek wraz z obsadą etatową przejęła Graniczna Placówka Kontrolna Straży Granicznej w Olszynie kategorii I.

## Ochrona granicy

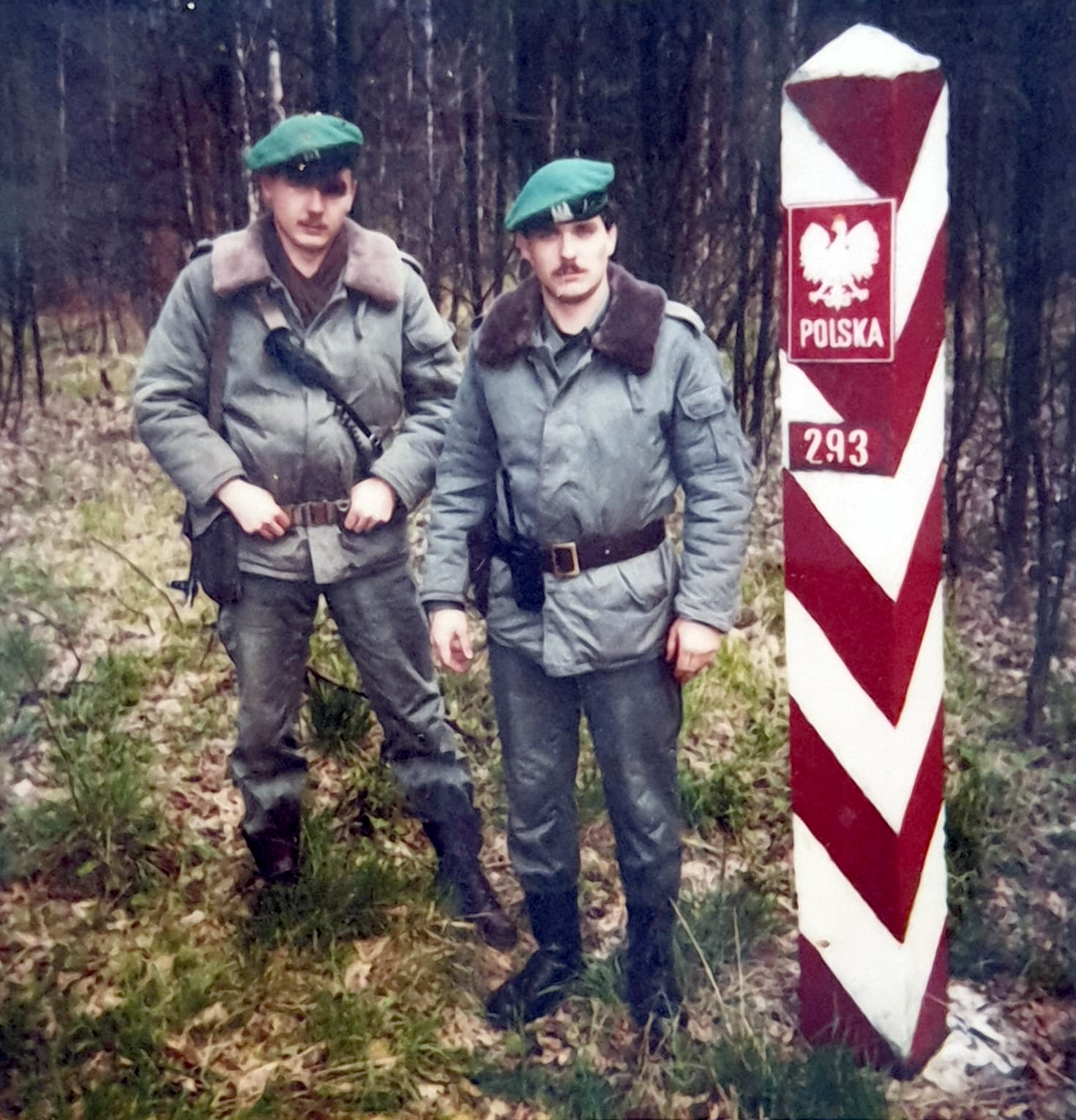
Funkcjonariusze SG przy polskim znaku granicznym nr 293 (maj 1991-1994)

W 1960 19 strażnica WOP Mużaków I kategorii ochraniała odcinek granicy państwowej od długości 9750 m:
- Od znaku granicznego nr 273 do znaku gran. nr 304.

## Strażnice sąsiednie
- 21 strażnica WOP Przewóz ⇔ 23 strażnica WOP Żarki – 1946
- 21 strażnica OP Przewóz ⇔ 23 strażnica OP Żarki – jesień 1949
- 22a strażnica OP Dzika ⇔ 23 strażnica OP Żarki – 24.01. 1950
- 29 strażnica WOP Kucyk ⇔ 31 strażnica WOP Żarki Wielkie – 03. 1954
- 2 strażnica WOP Kucyk kat. III ⇔ 4 strażnica WOP Żarki Wielkie kat. II – 1956
- 20 strażnica WOP Kucyk kat. III ⇔ 18 strażnica WOP Żarki Wielkie kat. II – 01.01.1960
- 19 strażnica WOP Kucyk lądowa kat. II ⇔ 17 strażnica WOP Żarki Wielkie lądowa kat. II – 01.01.1964
- 17 strażnica WOP Kucyk lądowa kat. III ⇔ 15 strażnica WOP Żarki Wielkie lądowa kat. II – 03.1968
- Strażnica WOP Kucyk ⇔ Strażnica WOP Olszyna – 22.10.1969
- Strażnica WOP Przewóz ⇔ Strażnica WOP Olszyna – lata 70. XX w.[15]
- Strażnica WOP Przewóz lądowa kat. II ⇔ Strażnica WOP Olszyna lądowa kat. I – jesień.1984[15]

Straż Graniczna:
- Strażnica SG w Przewozie ⇔ Strażnica SG w Olszynie – 16.05.1991[14].
- Strażnica SG w Przewozie ⇔ Strażnica SG w Tuplicach – 1998[16].

## Dowódcy/komendanci strażnicy
- ppor. Franciszek Adamowicz (był w 10.1946)[f].
- st. sierż. Jerzy Żuber (był w 1951)
- chor. Czesław Kobis (01.01.1951–15.03.1952)[18]
- st. sierż. Ryszard Gudwicz (od 1952)
- ppor. Marian Adamik (05.01.1954–14.12.1954)[19]
- por. Ryszard Przelaskowski (1956–1958)
- por. Henryk Kiszewski (1958–1970)
- por. Jan Malewski (21.05.1970–1979)
- kpt. Ryszard Morawiec (1979–1982)
- ppor. Henryk Stachecki (1982–1984)
- por. Karol Sasiak (1984–1985)
- kpt. Leszek Grzenia (1985–1987)
- por. Leszek Chosiński (1987–był 1988)
- mjr Wesołowski (do 09.1991)
- por. Węgrzynowski.